# NGC 5240
NGC 5240 é uma galáxia espiral barrada (SBc) localizada na direcção da constelação de Canes Venatici. Possui uma declinação de +35° 35' 18" e uma ascensão recta de 13 horas, 35 minutos e 55,1 segundos.
A galáxia NGC 5240 foi descoberta em 1 de Maio de 1785 por William Herschel.